# Аликто, Кора
Кора Аликто (до замужества — Лоу; англ. Cora Alicto (Low); род. 2 августа 1980, Гуам) — гуамская легкоатлетка, выступавшая в беге на короткие дистанции, барьерном беге и прыжках в длину. Участница летних Олимпийских игр 2008 года.

## Биография
Кора Аликто родилась 2 августа 1980 года.
Выступала в легкоатлетических соревнованиях за «Годспид» из Гонолулу.
В 2006 году завоевала три медали на Микронезийских играх в Сайпане: золотые в беге на 100 метров с барьерами и в прыжках в длину, серебряную — в беге на 100 метров.
В 2008 году вошла в состав сборной Гуама на летних Олимпийских играх в Пекине. В беге на 100 метров в 1/8 финала заняла предпоследнее, 7-е место, показав результат 13,31 секунды и уступив 1,66 секунды попавшей в четвертьфинал с 3-го места Ву Тхи Хуонг из Вьетнама.

## Личный рекорд
- Бег на 100 метров — 12,93 (2009)[2]